# Судок

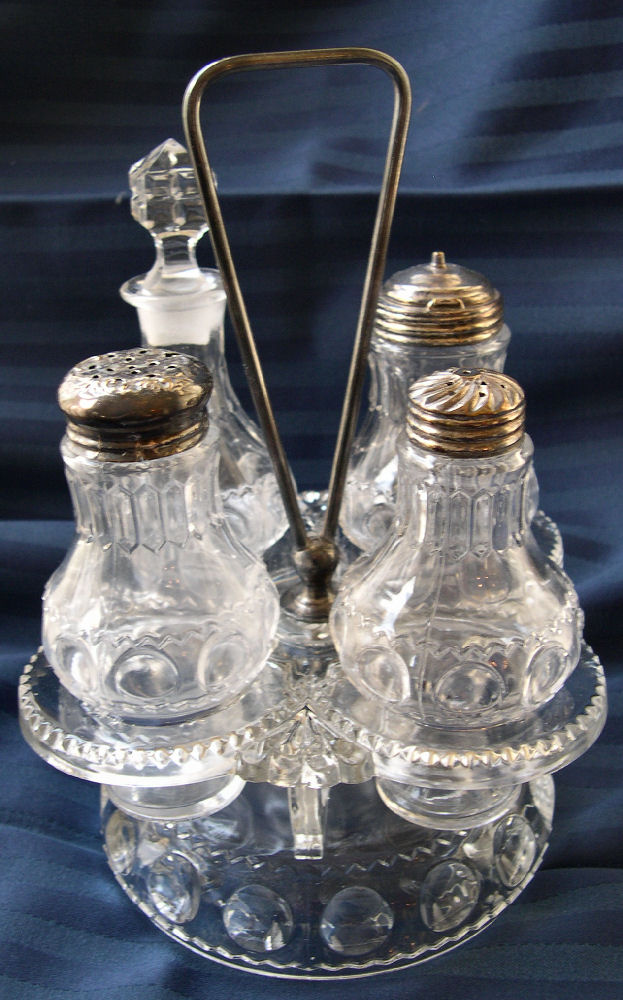
Кришталевий судок, 1930-40-ті роки

Судо́к — столовий прибор, що складається з посудин для приправ, встановлених на спільній підставці. Судки виготовляються зі скла, дерева, металу, кераміки й комбінації цих матеріалів.
Судки можуть складатися з трьох («сільниця-перечниця-гірчичниця», «сільниця-перечниця-футляр для зубочисток»), чотирьох («сільниця-перечниця-гірчичниця-оцетниця», «сільниця-перечниця-гірчичниця-олійниця») чи більше предметів.

## Інше
Судком також називається металева миска з ручками для гарячої страви, соусу, підливки і т. ін. У формі множини («судки») це слово означає набір поставлених одна на одну і скріплених між собою мисок, каструль і т. ін., що служить для перенесення страв.